# Memoria a linea di ritardo

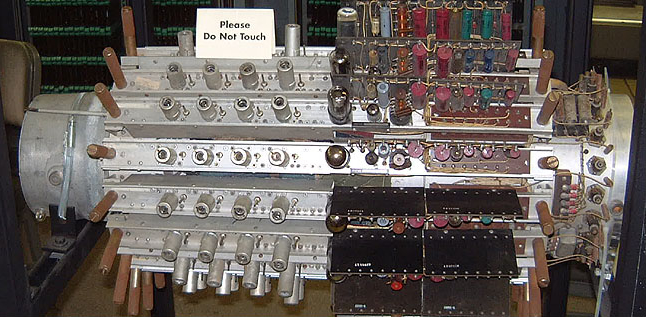
Memoria dell'UNIVAC I (1951)

La memoria a linea di ritardo è una particolare tipologia di memoria informatica utilizzata in molti dei primi computer. Come molte altre memorie elettroniche, queste memorie richiedevano una periodica lettura e riscrittura dei dati pena la degradazione delle informazioni memorizzate e, a differenza delle moderne memorie digitali, erano memorie ad accesso sequenziale.

## Caratteristiche
Le informazioni erano inserite all'interno della memoria come impulsi elettrici, la memoria traduceva il segnale in un'onda meccanica che si propagava lentamente in un mezzo ad elevata densità come mercurio, oppure le onde si propagavano in una bobina magnetostrittiva o in un cristallo piezoelettrico. Il mezzo fisico era in grado di memorizzare da centinaia fino a migliaia di impulsi contemporaneamente. Una volta che le onde meccaniche raggiungevano la fine del mezzo queste venivano convertite in impulsi elettrici e nuovamente reinserite nel mezzo stesso. L'accesso a un generico dato richiedeva quindi l'attesa del passaggio del segnale, ovvero che, in media, il segnale traversasse metà del mezzo fisico: questo poteva chiedere diversi microsecondi.
L'uso delle memorie a linea di ritardo venne inventato da J. Presper Eckert durante gli anni quaranta e vennero utilizzate per l'EDSAC, l'EDVAC, UNIVAC I e inoltre per il primo personal computer della storia, l'Olivetti Programma 101 il cui principio di funzionamento era basato sulla magnetostrizione di una corda di pianoforte.